# Diccionario Enciclopédico Brockhaus y Efron

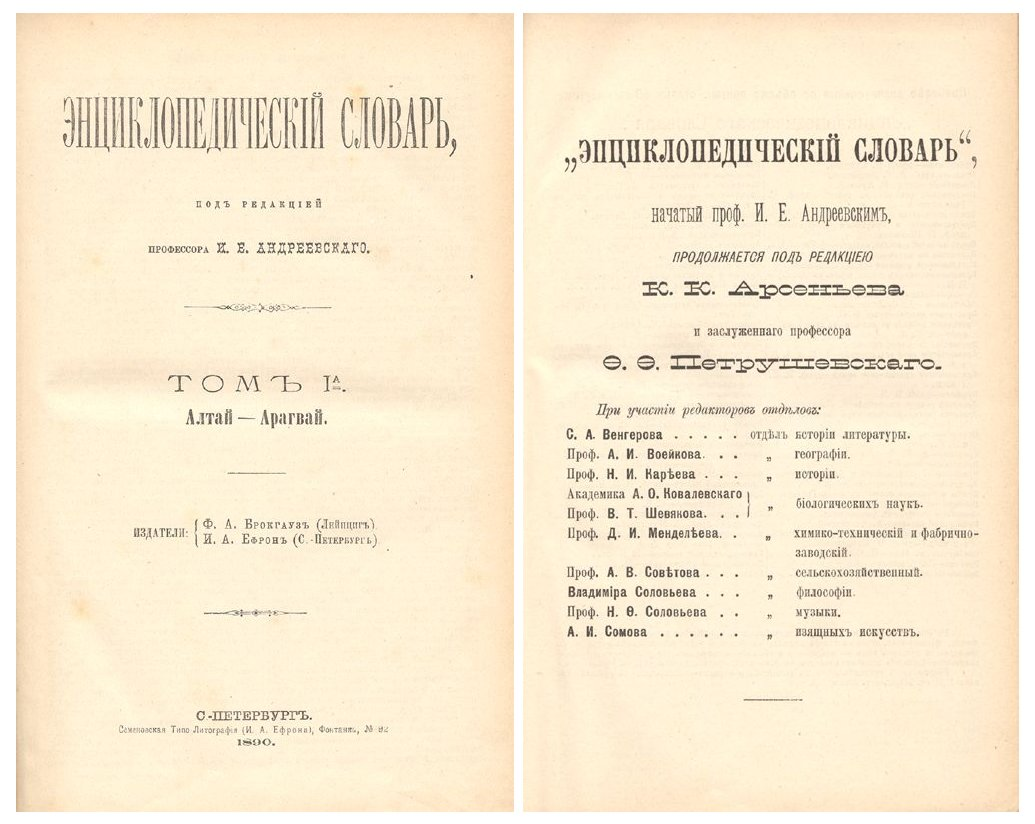
Páginas del título del Diccionario Enciclopédico Brochaus y Efron.

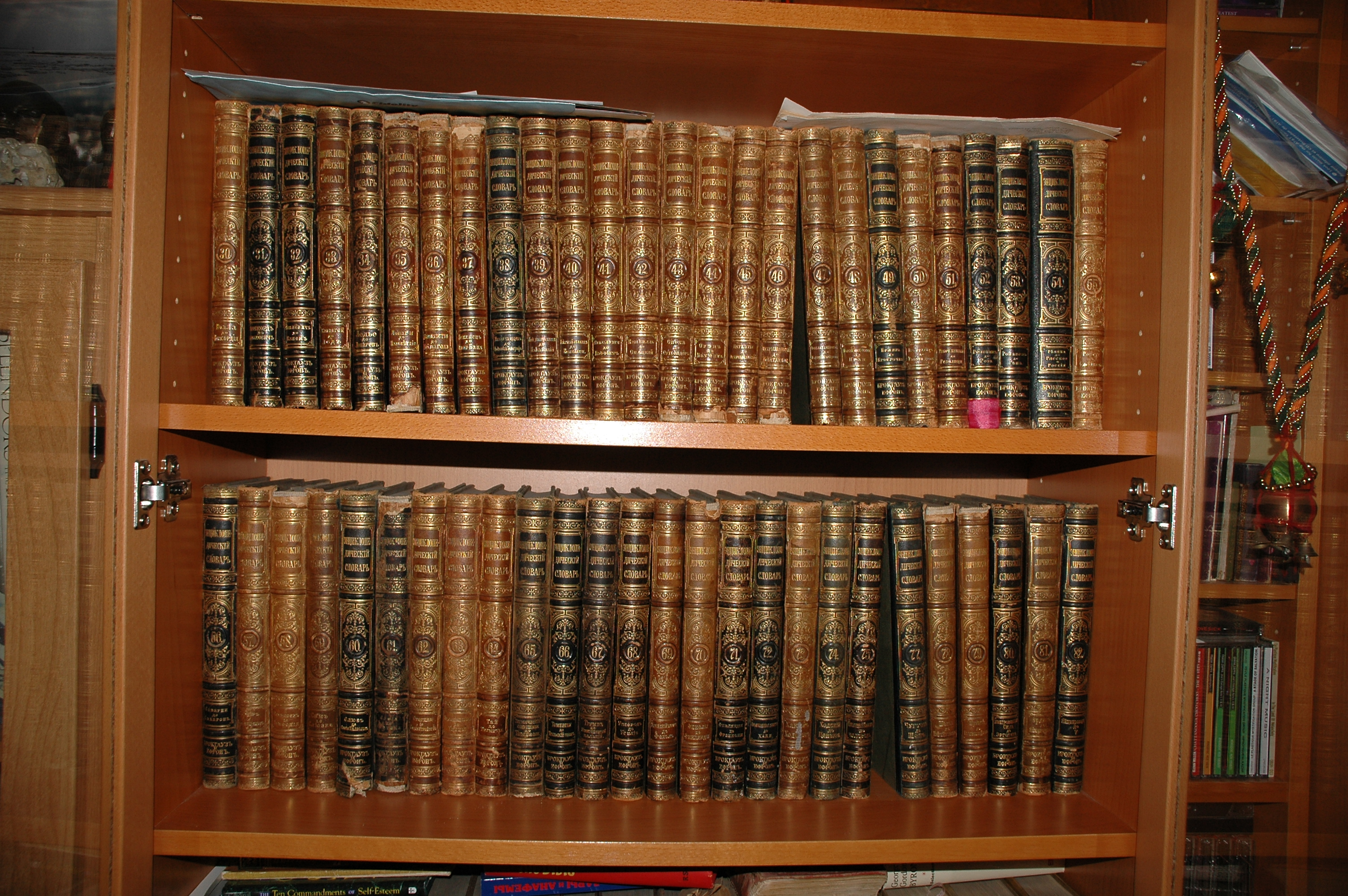
Una parte de los 86 volúmenes del Diccionario Enciclopédico Brockhaus y Efron.

El Diccionario Enciclopédico Brockhaus y Efron (en ruso: Энциклопедический словарь Брокгауза и Ефрона  /Enziklopedyecski slobarb Brokgausa i Efrona/) (35 volúmenes, edición pequeña; 86 volúmenes, larga) es, en su estilo e intención, la contraparte rusa de la Encyclopædia Britannica (edición de 1911). Contiene 121 240 artículos, 7 800 imágenes, y 235 mapas. Publicado en el Imperio ruso entre 1890 y 1906, la enciclopedia fue un proyecto conjunto de los editores Friedrich Arnold Brockhaus, de Leipzig, e Ilia Efron, de San Petersburgo. Los artículos fueron escritos por estudiosos rusos de primer orden como Vladímir Soloviov o Dmitri Mendeléyev. Tras la desaparición de la Unión Soviética aparecieron reimpresiones de esta obra.

## Galería de imágenes

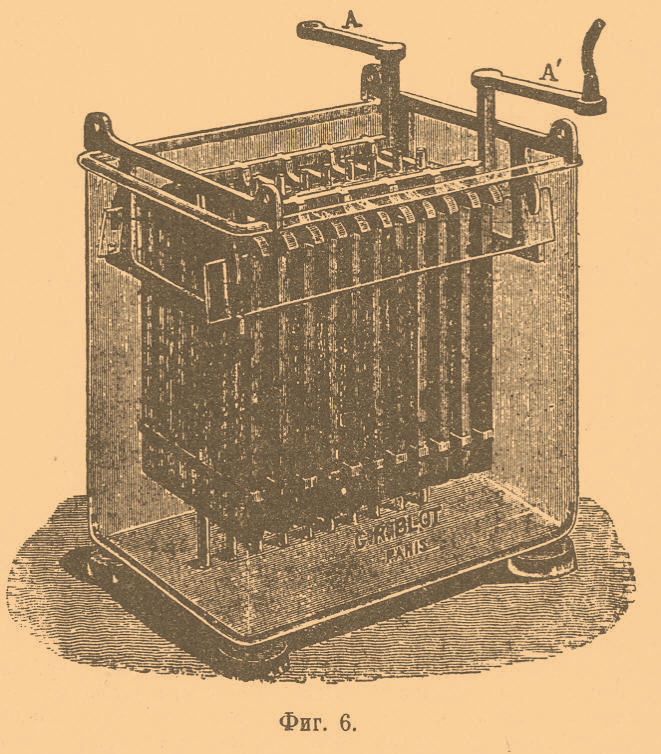
Primitivo acumulador de planchas de plomo Brockhaus-Efron (1905).
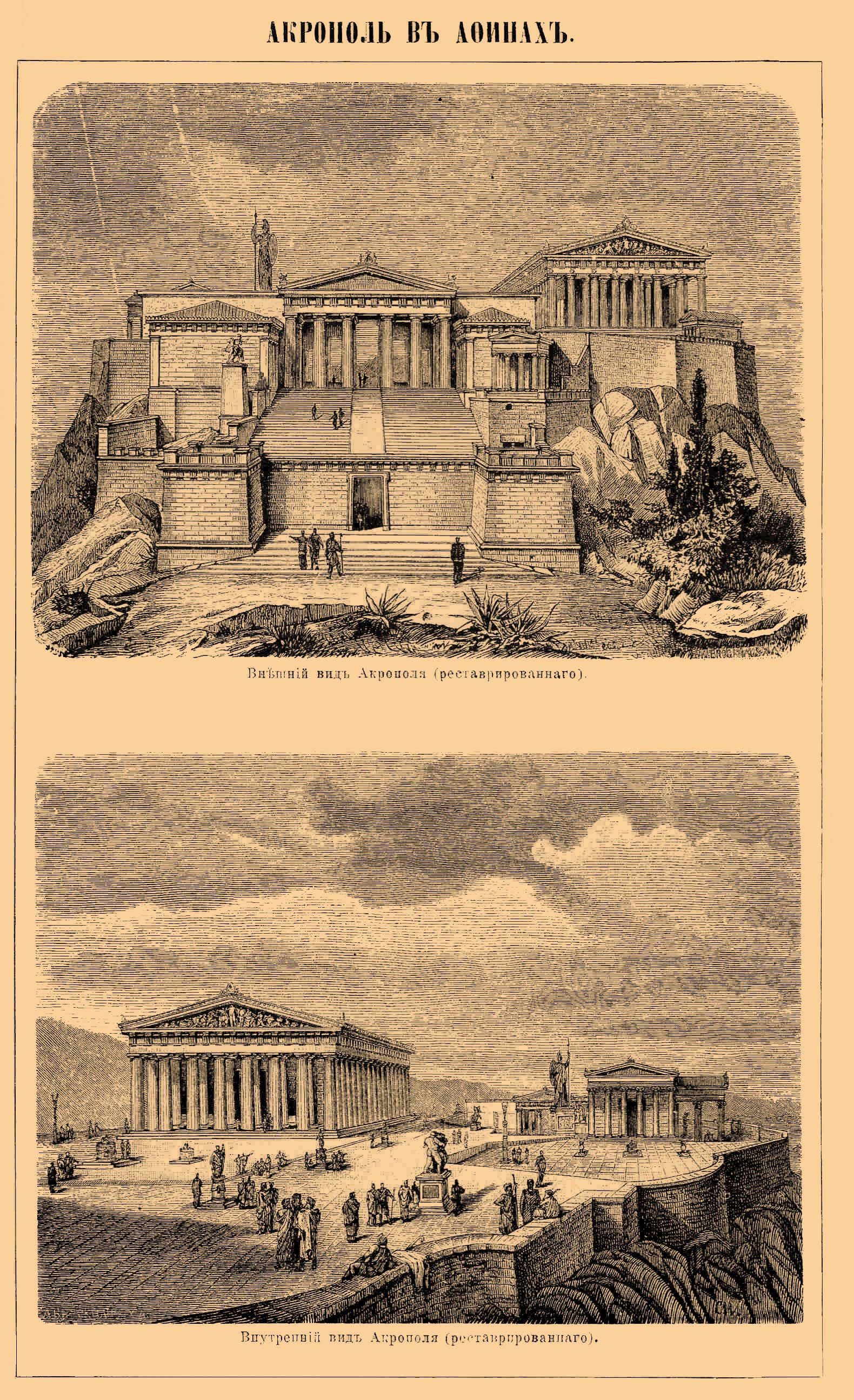
La Acrópolis de Atenas.
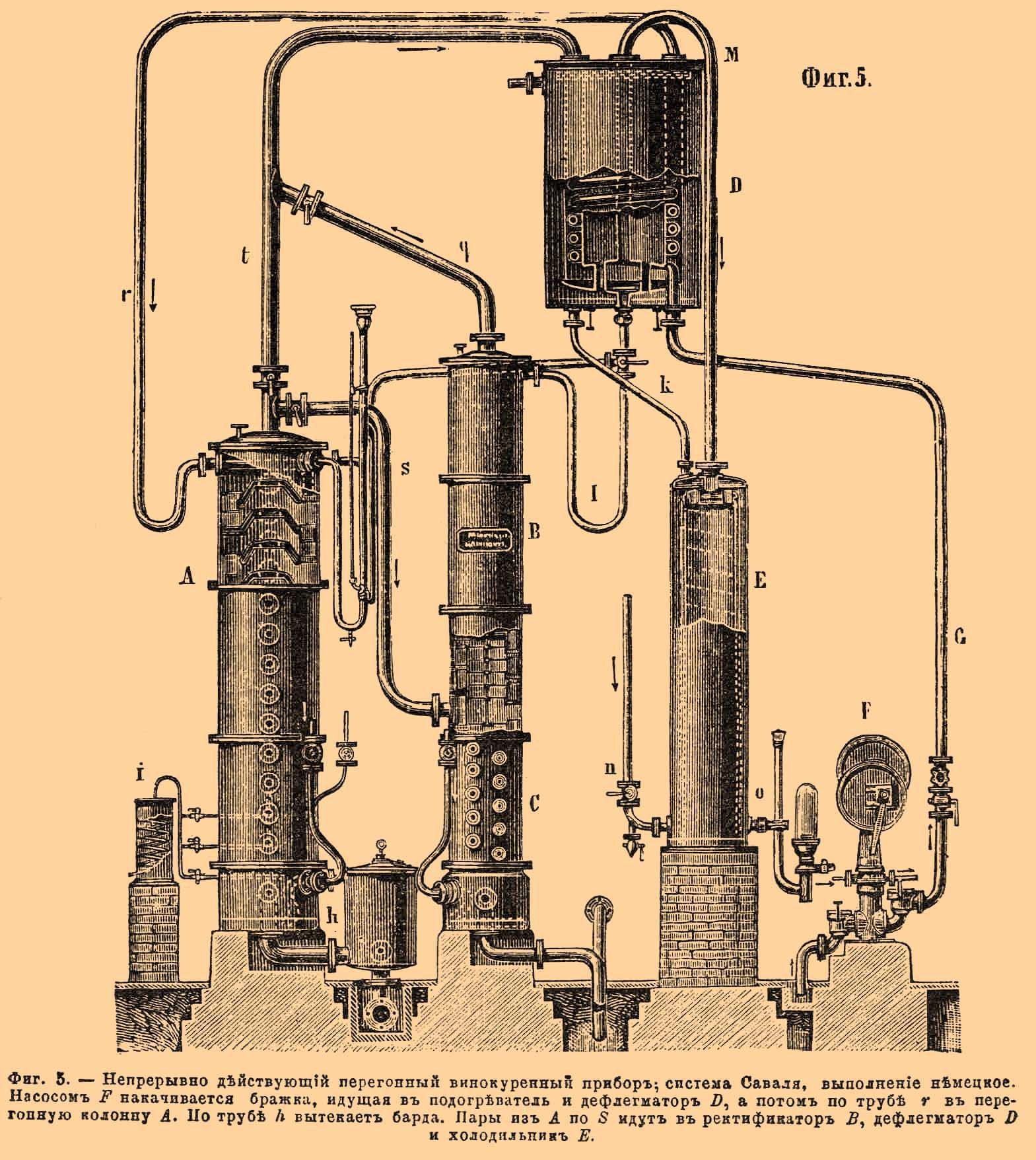
Destilería.
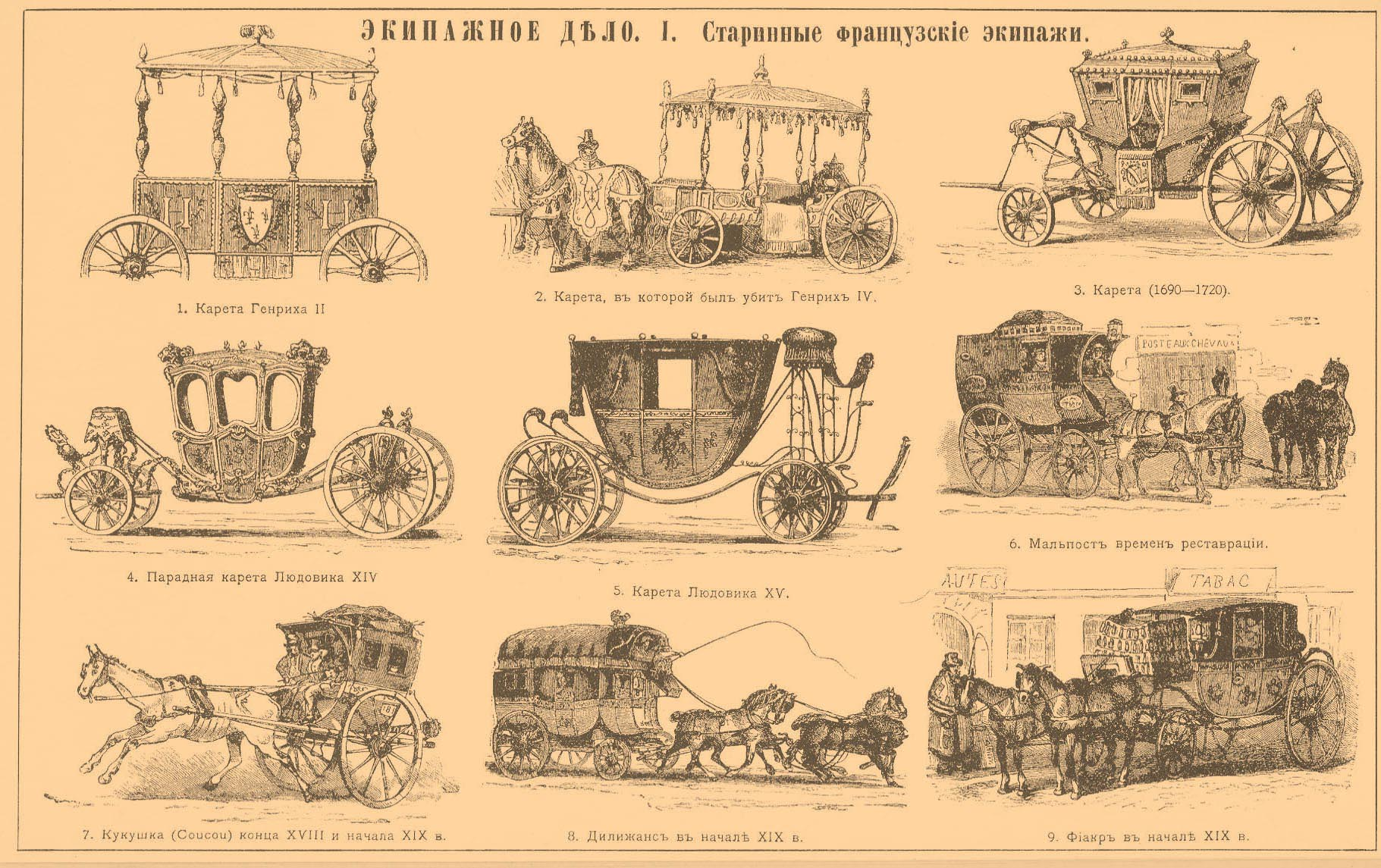
Carruajes tirados por caballos.
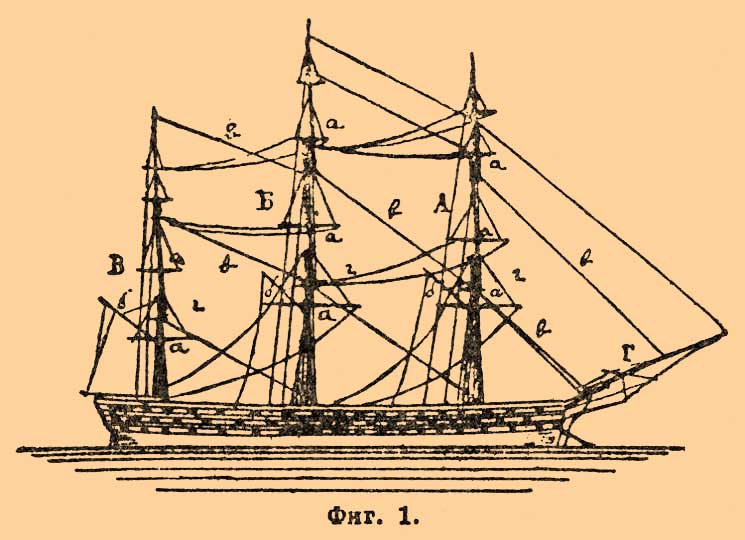
Un Barco en detalle.
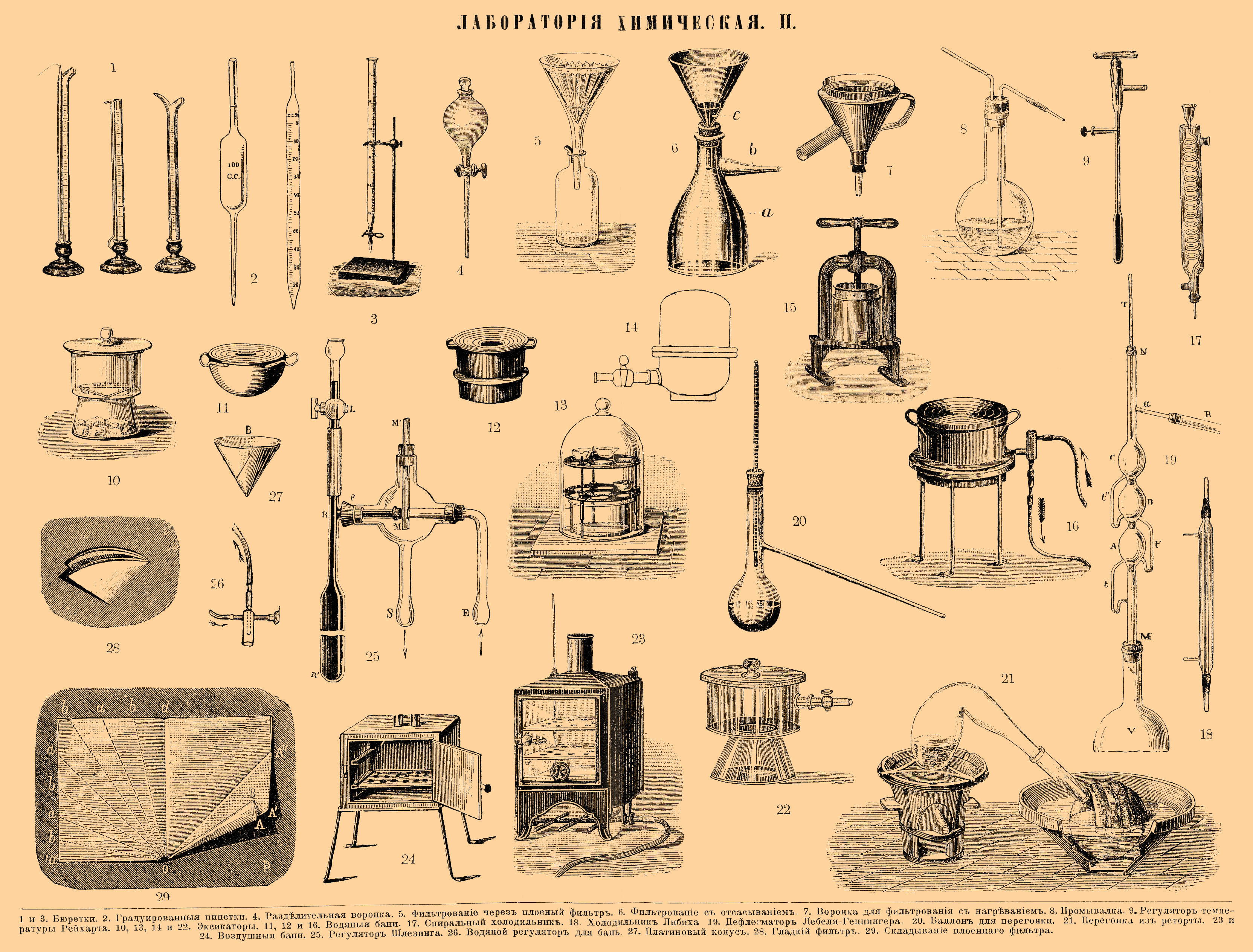
Diagramas de equipos de laboratorio.